# Silvana Sansoni
Silvana Sansoni (* 1941 in Wien) ist eine österreichische Schauspielerin und Hörspielsprecherin.

## Leben
Silvana Sansoni wurde als Tochter eines Italieners und einer Österreicherin geboren. Bereits mit 12 Jahren stand sie zum ersten Mal auf der Bühne, und zwar in einer Fassung des Märchens Schneeweißchen und Rosenrot im Theater der Jugend in ihrer Geburtsstadt. Nach einer Ballett- und Schauspielausbildung am Wiener Konservatorium hatte sie Engagements am Volkstheater und am Raimundtheater.  Weitere Verpflichtungen führten sie zu den Salzburger Festspielen, in die Schweiz sowie nach Deutschland. Hier spielte sie unter anderem an der Landesbühne Hannover (wo sie ihren Mann Reinhold Rüdiger kennenlernte), am Bonner Contra-Kreis-Theater und in Hamburg an den Kammerspielen und dem Ernst-Deutsch-Theater.
Ihr Debüt vor der Kamera gab Silvana Sansoni 1962 in dem Lustspiel Unter Wasser küßt man nicht. Bis Mitte der 1990er-Jahre folgten weitere Arbeiten, unter anderem in Jürgen Rolands Thriller 4 Schlüssel oder als Gastdarstellerin in verschiedenen deutschen Fernsehserien.  Nach einer längeren Abstinenz war sie 2018 erstmals wieder in einer Folge der österreichischen Serie CopStories auf dem Bildschirm zu sehen. In den 1960er- und 1970er-Jahren arbeitete sie auch zeitweise für den Hörfunk.
Silvana Sansoni lebt in Wien.

## Filmografie (Auswahl)
- 1962: Unter Wasser küßt man nicht
- 1964: Polizeirevier Davidswache
- 1966: Maigret und sein größter Fall
- 1966: 4 Schlüssel
- 1967: Ein Fall für Titus Bunge – Onkel Tims Vermächtnis
- 1968: Großer Mann – was nun? – Heiße Tage
- 1972: Hamburg Transit – Mord auf Spesenkonto
- 1973: Wer einmal in das Posthorn stößt
- 1976: Pariser Geschichten
- 1980: St. Pauli Landungsbrücken – Lizzy Matern
- 1987: Der Talisman
- 1990: Der Rausschmeißer
- 1992: Tatort – Stoevers Fall
- 1993–1994: Großstadtrevier (3 Folgen)
- 1994: Hallo, Onkel Doc! – Chefsache
- 1994: Die Wache – Verzweiflungstaten
- 2018: CopStories – Arsch bleibt Arsch
- 2019: Strawberry Moments

## Hörspiele
- 1961: James Joyce: Ulysses bei den Schatten – Regie: Gustav Bartelmus – ORF
- 1961: Justus Schilling: Die Schlucht ist überall – Regie: Gustav Bartelmus – ORF
- 1962: U. W. Berg: Genoveva oder Der gute Geist des Hauses – Regie: Gustav Bartelmus – ORF
- 1962: Werner Klose: Die Reifeprüfung – Regie: Gustav Bartelmus – ORF
- 1970: James Saunders: Ein unglücklicher Zufall – Regie: Ferry Bauer – ORF
- 1971: Pierre Bürki: Die Mondfrau – Regie: Ferry Bauer – ORF
- 1972: Felix Lützkendorf: Liebesbriefe – Regie: Ferry Bauer – ORF
- 1972: John LeCarré: Mord Erster Klasse – Regie: Hans Rosenhauer – NDR